# Natfødt
|  | Denne artikel er oprettet af botten PalnaBot ud fra en ekstern database. Den kan derfor have sproglige fejl eller mangler. Denne skabelon kan fjernes efter kontrol af indholdet. |

Natfødt er en animationsfilm fra 2012 instrueret af Troels Cederholm efter manuskript af Troels Cederholm.

## Handling
De to søskende Lulu og Jolan besidder den utrolige evne at være 'natfødte', såkaldte skyggegængere, et folk der kan teleportere sig gennem skyggerne. De lever i skjul, da de er jaget af en ond heks, der vil gøre alt for at frarøve dem deres kræfter til at fodre sine monsterbørn. Men hvordan slipper de to søskende væk fra mørkets kræfter, når de selv er født af natten...